# Herron Berrian
Herron Scarla Berrian (* 31. Juli 1994 in Monrovia) ist ein momentan vereinsloser liberianischer Fußballspieler auf der Position eines Stürmers.

## Karriere

### Verein
Berrian startete seine Karriere beim Adorence FC. 2010 schloss er sich der Invincible Eleven an, spielte erstmals in der First Division und gewann ein Jahr später den nationalen Pokal. Am 15. August 2012 verließ er Liberia und unterschrieb beim südafrikanischen Premier-League-Verein Free State Stars. Er spielte sein Liga-Debüt in Südafrika am 31. August 2012 gegen die Kaizer Chiefs in der Premier Soccer League. Nach seinem Debüt kam er nur noch in der U-19-Mannschaft der Free State Stars zum Zuge und verkündete er im November 2012 seinen Abgang aus Südafrika.
Am 13. Januar 2013 wechselte Berrion nach Nord-Zypern zu Hamitköy SK. Nachdem er 3 Tore in 13 Spielen für Hamitköy in der K-Pet SüperLig gespielt hatte, wechselte er am 2. September 2013 nach Griechenland zum AO Platanias. Berrian spielte in der ersten Saisonhälfte 2013/2014 für Platanias in 10 Super League Spielen, bevor er am 17. Januar 2014 zu AO Kerkyra verliehen wurde. Auch in der Winterpause der folgenden Spielzeit folgte eine Leihe zu Olympiakos Volos. Dann schloss er sich dem FC Panserraikos sowie CD da Costa do Sol aus Mosambik an. Dort wurde er 2018 erneut Pokalsieger. Ab 2018 war er in Ruanda für die Erstligisten SC Kiyovu Sports, Gasogi United FC sowie zuletzt Sunrise FC Rwamagana aktiv. Seit dem Sommer 2023 ist Berrian nun ohne neuen Verein.

### Nationalmannschaft
Im Mai 2012 wurde er zwar erstmals in die liberianische Fußballnationalmannschaft berufen, doch kam allerdings erst am 27. Mai 2013 zu seinem Debüt bei einem 1:0-Testspielsieg gegen den Irak. Einen Monat später kam er dann noch in zwei Partien der WM-Qualifikation zum Einsatz.

## Erfolge
- Liberianischer Pokalsieger: 2011
- Mosambikanischer Pokalsieger: 2018